# Смирнов, Юрий Александрович (государственный деятель)
Ю́рий Алекса́ндрович Смирно́в (укр. Юрій Олександрович Смирнов; род. 17 августа 1948, Буй, Костромская область) — министр внутренних дел Украины в 2001—2003 годах, генерал-полковник милиции, советский и украинский государственный деятель.

## Биография
Родился 17 августа 1948 года в г. Буй Костромской области.
В 1970 году окончил Харьковский юридический институт по специальности «правоведение».
После службы в армии был направлен в органы внутренних дел. С 1970 года работает в системе МВД. Занимал должности следователя, инспектора, начальника отделов и управлений в Харьковской и Луганской областях.
С 1997 года — заместитель министра внутренних дел по юго-восточному региону — начальник управления МВД в Днепропетровской области.
С мая 2000 года — заместитель министра внутренних дел, начальник Главного управления МВД Украины в г. Киеве.
С 26 марта 2001 по 27 августа 2003 года — министр внутренних дел Украины.
С 27 августа 2003 по 19 ноября 2004 года — советник президента Украины.
С 19 ноября 2004 по 19 января 2005 года — заместитель секретаря СНБО.
С 2005 по 2008 год — первый заместитель председателя Правления ПАО КБ «ПриватБанк».
С 2008 по 2014 год — вице-президент, первый вице-президент МНПК «Веста».
Женат, воспитывает двоих дочерей.

## Награды
- Награждён орденами «За заслуги» І, II и III степени, Данилы Галицкого, Грамотами Верховной Рады, Кабинета Министров Украины и «Крестом Славы».
- Командорский крест ордена Святого Григория Великого (2001, Ватикан)[7].
- Заслуженный юрист Украины.
- Знак отличия Автономной Республики Крым «За верность долгу» (2003)[8].